# تری‌آزین

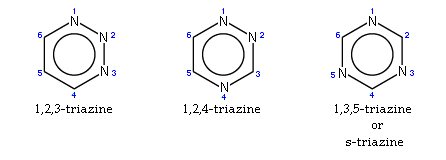
ایزومرهای ساختاری تری‌آزین و نام آن‌ها

تری‌آزین (انگلیسی: Triazine) دسته‌ای از ترکیبات ناجورحلقه حاوی نیتروژن است. فرمول شیمیایی این ترکیبات C۳H۳N۳ است که در سه ساختار ایزومری مختلف وجود دارند.